# Сарпинські озера

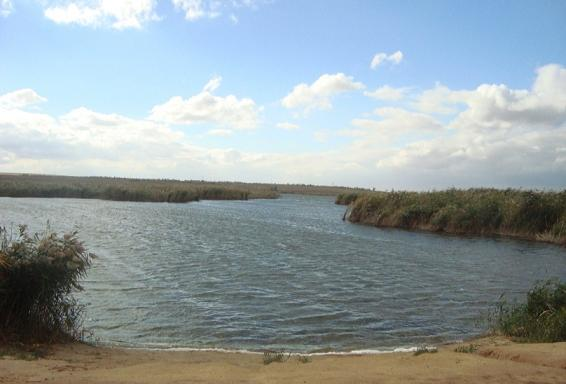
озеро Сарпа, Волгоградська область

Сарпинські озера (рос. Сарпинские озёра) — ланцюг солонуватих озер,в улоговині одного з давніх гирл пра-Волги, що прямує від Волги (від південних околиць міста Волгоград) вздовж східного підніжжя Ергеней по території Волгоградської області і Калмикії. 
Площа озер мінлива, живлення в основному снігове. Навесні озера заповнюються талою водою і з'єднуються один з одним протоками. Влітку озера майже повністю пересихають, деякі перетворюються на солончаки, днища інших розорюються.

## Фізико-географічна характеристика
Ланцюжок Сарпинських озер починається за південною околицею міста Волгограда, у Світлоярському районі Волгоградської області. Велика частина розташована в межах Республіки Калмикія в межах Сарпинської низовини. Південний край Сарпинської системи озер розташована поблизу селища Сарпа у Кетченеровському районі Калмикії.

### Геоморфологія
Сарпинські озера є реліктом внутрішньої дельти пра-Волги, що формувалася протягом 7-8 Кілороків на місці глибокого естуарія наприкінці пізнього плейстоцену. З руслово-дельтовим процесом пов'язано наявність на Сарпинській низовині численних «пучків» балок з ланцюжками озер, що розходяться у південно-східному напрямку. Численні дрібні і великі улоговини — сліди міграції невеликих рукавів Волги. Цим пояснюється складна конфігурація берегової лінії озер. Значні площі займають лимани.

## Гідрологія
Загальний об'єм озер 140 млн м³, площа дзеркала 138,8 км². Найбільші озера: Сарпа — 42,6 км², Ханата — 38 км², Барманцак — 25,8 км²; Сарпа (Цаган-Нур) — 23,5 км², Батир-Мала — 21,9 км².. Найдовшу берегову лінію має озеро Сарпа (Цаган-Нур): при ширині від декількох сотень метрів до 2 км озеро має завдовжки 40-60 км. Гідрологічна мережа системи озер також включає: ставки-накопичувачі, відстійники, випарники; іригаційні канали з приймачами стічних вод у вигляді дрібних озер і болотистих знижень рельєфу; ставки рибоводів Світлоярського району.
Гідрологічний режим озер має змішаний природно-антропогенний характер. Озера розташовані в зоні сухих степів і напівпустель. Внаслідок значного випаровування роль дощового живлення не велике, живлення в основному снігове. Навесні озера заповнюються талою водою і з'єднуються один з одним протоками. Влітку озера майже повністю пересихають, деякі перетворюються у солончаки, днища інших розорюються. Живлення озер до початку обводнення низовини обмежувалося весняними талими водами і атмосферними опадами.
До середини 1970-х років озера були системою плесів, що з'єднуються навесні. У 1970-ті роки система озер зазнала суттєвої антропогенної трансформації. Подача води з Волги по каналах Сарпинської системи в 1978-79 роках призвела до збільшення площі окремих озер на 20-30%.

### Гідрохімія
Озера системи мають різну солоність, тільки озеро Цаца зберігає прісноводний характер. В період весняної повені мінералізація води не перевищує 0,5-0,7 г/л. На південь мінералізація збільшується від 1-3 до 15-30 г/л. Переважають води гідрокарбонатно-натрієвого складу, рідше хлоридно-натрієві. Ґрунтові води тут залягають на глибині 2-5 м, поблизу озер на глибині до 1 м. Мінералізація ґрунтових вод збільшується на південь від 1-3 до 15-30 г/л. 

### Ґрунти
Ґрунтовий покрив в районі Сарпинських озер представлений степовим комплексом з солончакових солонців, світло-каштанових глибокозасолених ґрунтів, бурих пустельних-степових солонцюватих ґрунтів. У зниженнях формуються лучно-каштанові, лучно-лиманові злиті, на берегах озер — муловато-глейові ґрунти. Широко поширені степові дрібні і коркові солонці.

### Флора і фауна
Влітку Сарпинські озера інтенсивно заростають очеретом, рогозом, комишем, але більшість з них пересихає і перетворюється в солонцево-солончакові лиманові урочища. Система Сарпинських озер забезпечує існування трьох видів, що знаходяться під загрозою глобального знищення: савки, черні білоокої і дерихвіста степового. Крім них, в угіддя регулярно зупиняються на прольотах, гніздяться і летують рідкісні і ті що знаходяться під загрозою зникнення види, занесені до Червоної книги Росії (понад 10 видів).
Разом з озером Деед-Хулсун озера внесені в перспективний список Рамсарської конвенції.

## Ресурси Інтернету
- Jergeni-Hügel (zeno.org)